# 谢乃和
谢乃和（1977年1月—），安徽天长人，中国民主同盟盟员，东北师范大学教授。

## 生平
1999年毕业于安徽师范大学历史系，2002年于哈尔滨师范大学获硕士学位，2005年获北京师范大学博士学位。2005年起任教于东北师范大学，现任东北师范大学历史文化学院副院长。

## 学术贡献
主要从事甲骨金文与商周史、出土简帛与早期中国思想史等领域研究工作。主持国家社科基金项目等课题多项，发表论文50余篇。先后入选国家万人计划青年拔尖人才，全国文化名家暨“四个一批”，万人计划哲学社会科学领军人才等人才计划。

## 社会兼职
中国史学会传统文化专业委员会理事，中国先秦史学会常务理事兼副秘书长，中国先秦史学会大禹文化研究会副会长；民盟长春市第十五届委员会副主任委员，长春市第十三、十四届政协委员。

## 著作
- 《新编中国历史大事年表》（作家出版社，2010年）
- 《中国古代史（第二版）上下册》（高等教育出版社，2010年）
- 《古代社会与政治：周代的政体及其变迁》（黑龙江人民出版社，2011年）
- 《中华文明史》（陕西师范大学出版总社有限公司，2012年）
- 《东北民族民俗丛书——东北代表性行业作坊卷》（东北师范大学出版社，2015年）
- 《封建制与商周早期国家管理模式研究》（黑龙江人民出版社，2017年）
- 《清华简<越公其事>辑释与文本研究》（黑龙江人民出版社，2023年）